# Кочанова Наталя Іванівна
Наталя Іванівна Кочанова, до шлюбу Толкачова (біл. Наталля Іванаўна Качанава (Талкачова); нар. 25 вересня 1960, Полоцьк, Вітебська область, Білоруська РСР, СРСР) — білоруська державна і політична діячка. Голова Адміністрації президента Республіки Білорусь (2016—2019), заступниця Прем'єр-міністра Республіки Білорусь (2014—2016), голова Ради Республіки Національних зборів Республіки Білорусь (з 2019 року), перша жінка на цій посаді.

## Біографія
Народилася в 1960 році в м. Полоцьку Вітебської області. Вступила в школу № 7 (зараз гімназія № 1 ім. Франциска Скорини), де захопилася спортом. У молодших класах Наталія займалася легкою атлетикою, а після разом з подругами перейшла у волейбол. Виступала за збірну школи на регіональних змаганнях. Школа спеціалізувалася на англійській мові, яку починали вчити ще в молодших класах, а в старших навіть проводили англійською деякі заняття з математики та історії. В анкетах Кочанової відзначено, що вона володіє англійською, проте насправді вона так і не заговорила нею вільно.
У 1982 році закінчила факультет промислового та цивільного будівництва Новополоцького політехнічного інституту. За розподілом виявилася в Світлогорську. Однак на місцевому «Хімволокні» її не надто чекали. Кочановій натякнули, що не будуть проти, якщо вона сама знайде іншу роботу. Тоді ще новополоцький політех пильно не відслідковував випускників, що не доїжджали до місця розподілу.
У 1982—1995 роках була операторкою пульта управління, інженеркою з техніки безпеки, інженеркою виробничо-технічного відділу Полоцького підприємства «Водоканал». У 1995—2002 роках була інженеркою, виконуючою обов'язків начальника, провідною інженеркою виробничо-технічного відділу комунального унітарного підприємства «Житлово-комунальне господарство міста Полоцька».
У 2002—2007 роках — начальниця відділу житлово-комунального господарства, в.о. заступника голови з капітального будівництва та житлово-комунального господарства Полоцького міськвиконкому, заступниця голови з капітального будівництва та житлово-комунального господарства Полоцького міськвиконкому.
У 2006 році закінчила Академію Управління при Президентові Республіки Білорусь. Робота в житлово-комунальному господарстві Полоцька змінилася для Наталі Кочанової переходом до міськвиконкому. Незабаром вона стала заступницею голови Полоцька Володимира Точила, відповідала за сферу ЖКГ і будівництво.
З 2007 по 2014 рік була головою Новополоцького міського виконавчого комітету. У роки її головування почалася реконструкція Новополоцького НПЗ і його технічне переоснащення, відбулося приєднання заводу «Полімір» до ВАТ «Нафтан». Було завершено будівництво 2-х нових мікрорайонів міста та їх інфраструктури. Новополоцьк став першим в республіці містом, який отримав звання «Місто, дружнє дітям» і одним з перших в республіці, в якому почав діяти молодіжний парламент при Новополоцькій міській Раді депутатів.
27 грудня 2014 року на посаді голови міськвиконкому її змінив Дмитро Володимирович Демидов.
При ній в місті з'явився дендрарій, закінчилося будівництво нового рацсу.
Чиновниця ініціювала відкриття нового музею історії та культури Новополоцька. Серед інших переваг — модернізований пологовий будинок, де працює дочка чиновниці, а також будівництво лижноролерної траси на кошти Євросоюзу.
У 2014—2016 роках обіймала посаду заступниці Прем'єр-міністра Республіки Білорусь, в Раді Міністрів відповідала за соціальну сферу.
5 грудня 2016 року була призначена президентським указом главою Адміністрації президента Республіки Білорусь, на посаді якої перебувала до 5 грудня 2019 року.
5 грудня 2019 року була призначена Президентом Республіки Білорусь членкинею Ради Республіки Національних зборів Республіки Білорусь VII скликання.
6 грудня обрана головою Ради Республіки Національних зборів Білорусі VII скликання. За її кандидатуру проголосували 59 з 60 обраних і призначених членів верхньої палати білоруського парламенту. Також стала першою жінкою на цій посаді.
4 грудня 2020 Кочанова зустрілася з групою заздалегідь відібраних студентів факультету журналістики Білоруського державного університету. На зустрічі Кочанова продемонструвала студентам конспірологічний відеоматеріал про «план Даллеса». На зустрічі Кочанова прокоментувала слова Олександра Лукашенка, ніби жінка не може стати президентом, заперечувала масовість акцій протесту і підтримала затримання журналістів на цих акциях. Кочанова також заявила, що перебуває «в добрих стосунках» з головним редактором газети «Наша Ніва» Єгором Мартиновичем, але той спростував сам факт знайомства з нею.

## Сім'я
Наталя Кочанова була третьою дитиною в сім'ї.
Одружена. У Наталі Кочанової дві доньки:
- Старша — Ольга Леонідівна Кочанова (1985 р.н.), має 2 дітей. Ольга закінчила Білоруський державний медичний університет за спеціальністю «педіатр». Відучившись, повернулася на малу батьківщину разом з чоловіком, також педіатром. Зараз Ольга працює в Новополоцькому пологовому будинку. У сім'ї виховується двоє дітей.
- Молодша — Олена Леонідівна Кочанова (1994 р.н.). Закінчила відділення іноземних мов історико-філологічного факультету Полоцького державного університету.

## Нагороди
Нагороджена медалями:
- «За трудові заслуги»,
- «За заслуги»,
- «Преподобної Єфросинії Ігуменії Полоцької», Орденом Святої Преподобної Єфросинії Полоцької;

Нагрудними знаками:
- «Відмінник освіти»,
- «За особливі заслуги»,
- «За заслуги перед Полоцьком», Почесними грамотами різних міністерств. Удостоєна звання «Почесний громадянин міста Новополоцька».

## Міжнародні санкції
17 грудня 2020 року була включена в «Чорний список ЄС». В якості підстав введення санкцій було відзначено, що Кочанова як голова Ради Республіки Національних зборів відповідає за підтримку рішень президента в області внутрішньої політики та за організацію шахрайських президентських виборів 2020 року. Вона також робила публічні заяви, відстоюючи жорсткі розгони мирних демонстрацій з боку апарату безпеки. Через те Кочанову в свої санкційні списки включили Велика Британія, Швейцарія. 26 січня 2021 року до санкцій ЄС приєдналися Албанія, Ісландія, Ліхтенштейн, Норвегія, Північна Македонія, Чорногорія.
Також Кочанова з червня 2021 року знаходиться в списку спеціально позначених громадян і заблокованих осіб США, а у 2022 року, після початку вторгнення Росії в Україну, до санкцій проти Кочановой приєдналися Японія, Україна та Канада.